# Saffron Walden

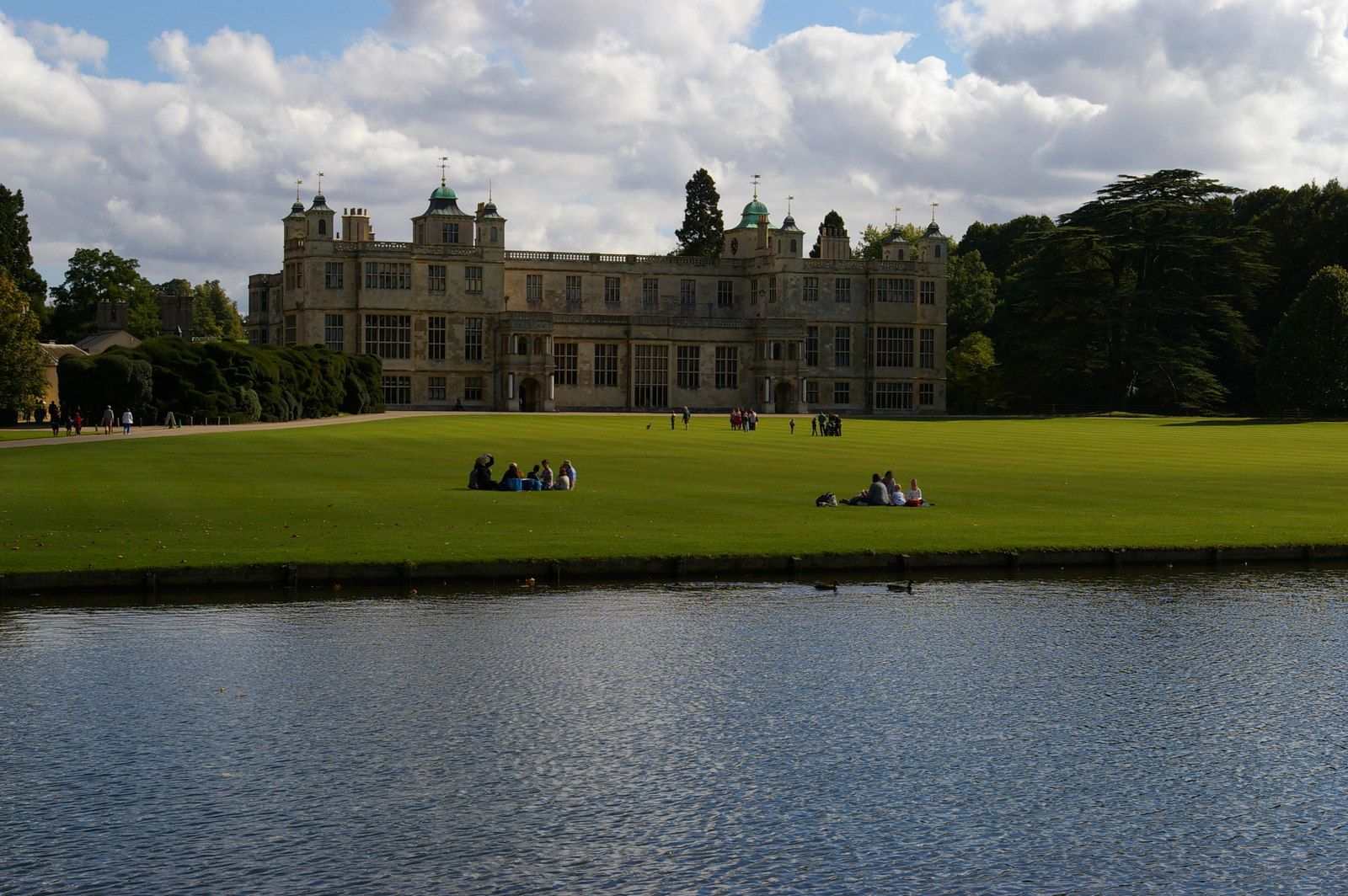
Audley End House & Gardens,
edificio de máxima protección legal (Grado I)

Saffron Walden es un municipio situado en el distrito de Uttlesford, en Essex, Inglaterra. Según el censo de 2021, tiene una población de 17 000 habitantes.
Está ubicado a 19 km al norte de Bishop’s Stortford, a 29 km al sur de Cambridge y 69 km al norte de Londres. El municipio mantiene una apariencia rural y posee edificios que datan de la Edad Media.

## Historia
Los restos arqueológicos indican que el lugar en el cual se encuentra ubicado Saffron Walden estuvo habitado de forma ininterrumpida desde el Neolítico. Se cree que existieron un pequeño asentamiento romano-británico y un fuerte en la zona de Abbey Lane, tal vez como un puesto de avanzada del asentamiento más grande de Cestreforda, localizado al norte.

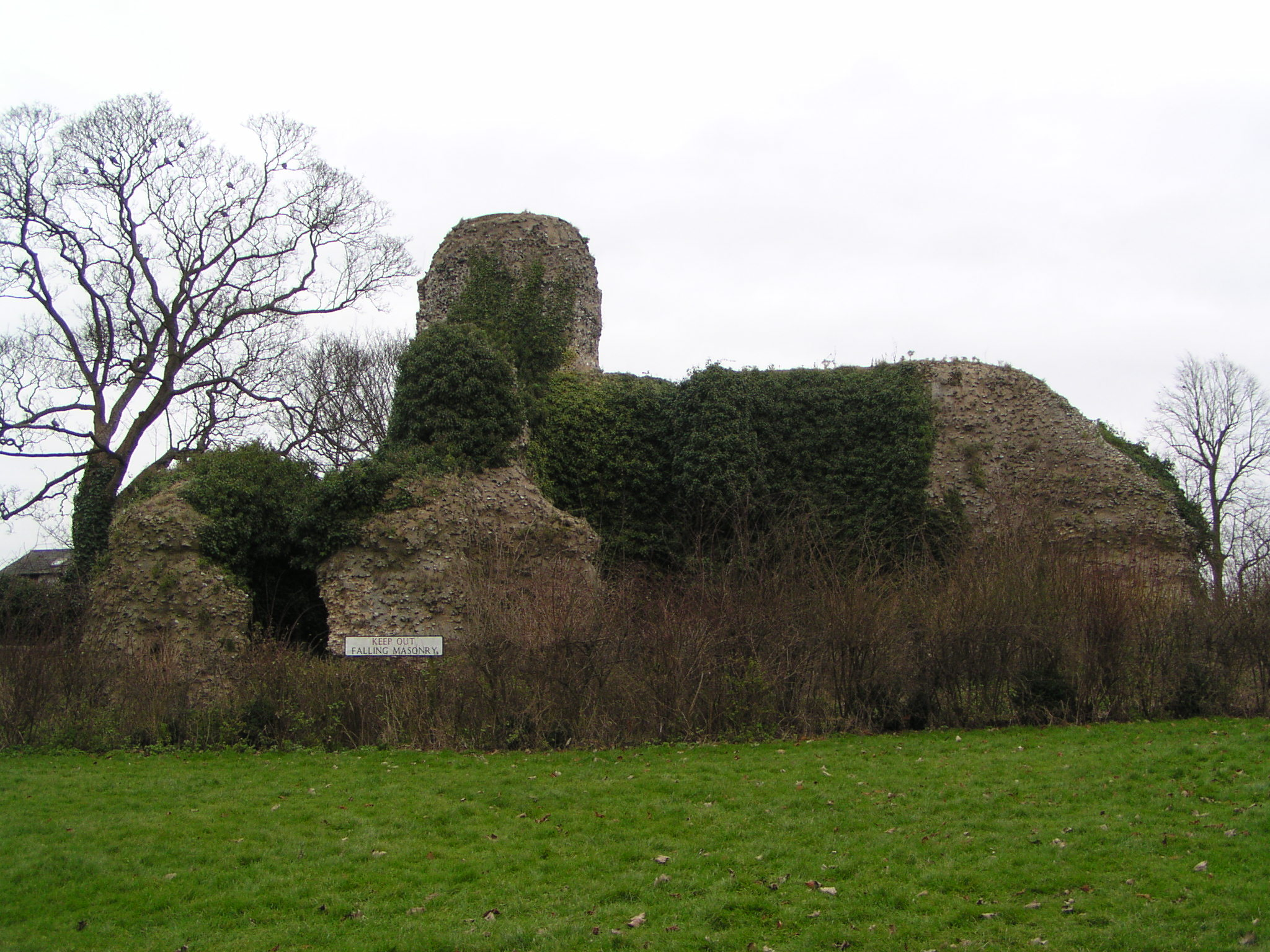
Ruinas del Castillo Walden, construido en el

Tras la invasión normanda de 1066, se construyó una iglesia de piedra. Cabe la posibilidad de que el castillo Walden, construido hacia 1140, fuera edificado sobre fortificaciones preexistentes. Hacia 1136 se fundó un priorato, la Abadía Walden, bajo el patronazgo de Geoffrey de Mandeville, Primer Conde de Essex, en el sitio ocupado en la actualidad por el pueblo de Audley End. Esta abadía estaba separada de Walden por el prado Holywell. Después de la disolución de los monasterios, Sir Thomas Audley convirtió los claustros en viviendas. Posteriormente, Audley End House fue levantada en el mismo lugar donde otrora se situaba la abadía.

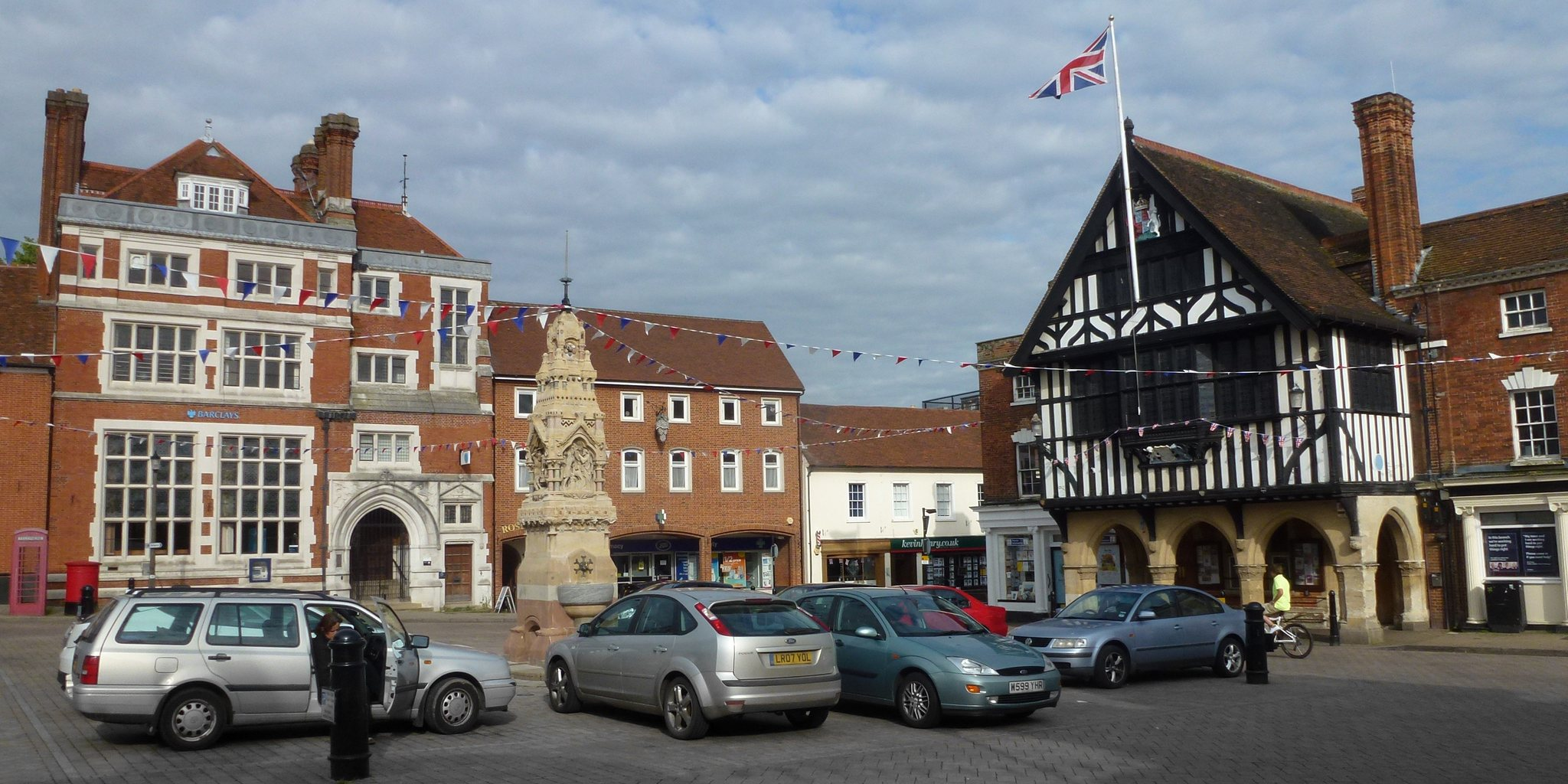
La Plaza del Mercado, en una fotografía de julio del 2012, en la que puede verse la Sede Gremial con su entramado de madera

El mercado fue trasladado desde el pueblo vecino de Newport a Saffron Walden durante el Gobierno de Mandeville, lo que aumentó la influencia e importancia del pueblo. Dicho mercado de los martes comenzó a celebrarse a partir de 1295. El primer estatuto le fue otorgado al pueblo hacia el 1300, en el cual se le denomina Chepyng (o sea Mercado) Walden. Por aquella época, el municipio consistía únicamente en una serie de viviendas ubicadas en el interior de la muralla externa del castillo local, pero en el siglo XIII se construyeron o ampliaron las zanjas de protección, con objeto de abarcar o incluir un sector mayor hacia el sur. En consecuencia, el centro del poblado se desplazó hacia el sur, en dirección a la Plaza del Mercado.
Respecto a la actividad comercial de la localidad, es destacable la importancia del comercio de la lana durante la Edad Media, a raíz de la cual fue construida una sede gremial por los tratantes de lana en la plaza del mercado. Este edificio fue demolido siglos después, en 1847, para construir una alhóndiga destinada al comercio de maíz. En los siglos XVI y XVII, la ciudad se convirtió en un importante centro de producción de azafrán, gracias a las condiciones de su suelo y su clima, muy favorables al cultivo de esta especia. El azafrán era en extremo valioso en aquella época, debido a sus múltiples aplicaciones en medicina, cosmética (para fabricar perfumes), como afrodisíaco y para hacer tinte de color amarillo. Por estas razones, el cultivo del azafrán acabó dando nombre a la ciudad (saffron significa azafrán en inglés).

### Puritanos y cuáqueros
La ciudad y el área circundante, al igual que buena parte de East Anglia, tenía un marcado carácter puritano durante el siglo XVII. La población local recibió la influencia de las predicaciones del misionero John Eliot. Para 1640, varias familias, entre ellas la de Samuel Bass, se habían trasladado a la Colonia de la bahía de Massachusetts, en el marco de la Gran Migración.
Saffron Walden jugó un papel clave en la Eastern Association durante la Revolución inglesa. Cuando la ciudad albergaba el cuartel general de la New Model Army, Oliver Cromwell realizó una visita de 19 días en mayo de 1647, en el transcurso de la cual participó en los debates para alcanzar un acuerdo entre el Parlamento y el ejército. Se cree que el militar pernoctó en la posada "Sun Inn".
A finales del siglo XVIII, el azafrán ya no tenía demanda en el mercado, por lo que el cultivo de esta especia y las industrias a él asociadas fueron sustituidas por las industrias de procesamiento de malta y centeno. A comienzos del siglo XIX, la localidad contaba con 40 malterías. Aunque estas industrias eran menos lucrativos que el azafrán, la ciudad siguió creciendo durante el siglo XIX, y tenía un mercado de ganado y una lonja dedicada al comercio de maíz, además de otros edificios públicos. En esta época, los cuáqueros empezaron a participar en los asuntos de la localidad. La influyente familia Gibson – una de las familias fundadoras del banco Barclays, adepta al cuaquerismo – financió la construcción de varios edificios públicos que todavía siguen en pie, como el ayuntamiento y el museo.
En el siglo XX, se construyó una vía férrea que unía Saffron Walden con la localidad de Bartlow, con objeto de ampliar el ferrocarril que conectaba a varias localidades de la zona, el cual formaba parte a su vez de la línea ferroviaria principal principal entre Londres y Cambridge. Esta ampliación de la vía férrea fue desmantelada en la década de 1960, debido a la reestructuración del ferrocarril a nivel nacional del Plan Beeching.
Tras la II Guerra Mundial, la industria pesada llegó a la ciudad. Acrows Ltd, un fabricante de cimbras, edificó sus instalaciones al este de la localidad y se convirtió en una de las mayores fuentes de empleo de la zona, así como en una importante influencia en la economía local. Tal fue la importancia de esta industria, que la fábrica de Acrows Ltd contó durante un corto período de tiempo con su propia estación de ferrocarril, Acrow Halt. Por añadidura, una serie de industrias ligeras se instalaron en Shire Hill, al sur del municipio.

### Blasón y mazas ceremoniales
El blasón no oficial de Saffron Walden consistía en la flor del azafrán cercada por los muros del castillo local, a modo de armas parlantes, cuya interpretación es "Azafrán amurallado" (Saffron walled-in). En 1961, el College of Arms concedió un blasón formal a la ciudad, el cual fue adaptado en 1974 a su aspecto actual.
Asimismo, la localidad posee tres mazas ceremoniales. La de mayor tamaño fue entregada a Saffron Walden por Jacobo II de Inglaterra en 1685, y supone uno de los primeros registros del blasón no oficial. Esta maza está hecha de plata bañada en oro, y mide 1,20 m de largo. Previamente, las autoridades locales habían adquirido otras dos mazas de plata en 1549, en conmemoración de la concesión de una nueva carta puebla por Eduardo VI de Inglaterra. La compra de estos dos objetos ceremoniales está documentada en los registros del Gremio de la Santa Trinidad: "Por 2 mazas nuevas, que pesan 18 onzas y cuarto y mitad, se pagaron siete libras y siete chelines, a ocho chelines la onza".

## Lugares y edificios de interés

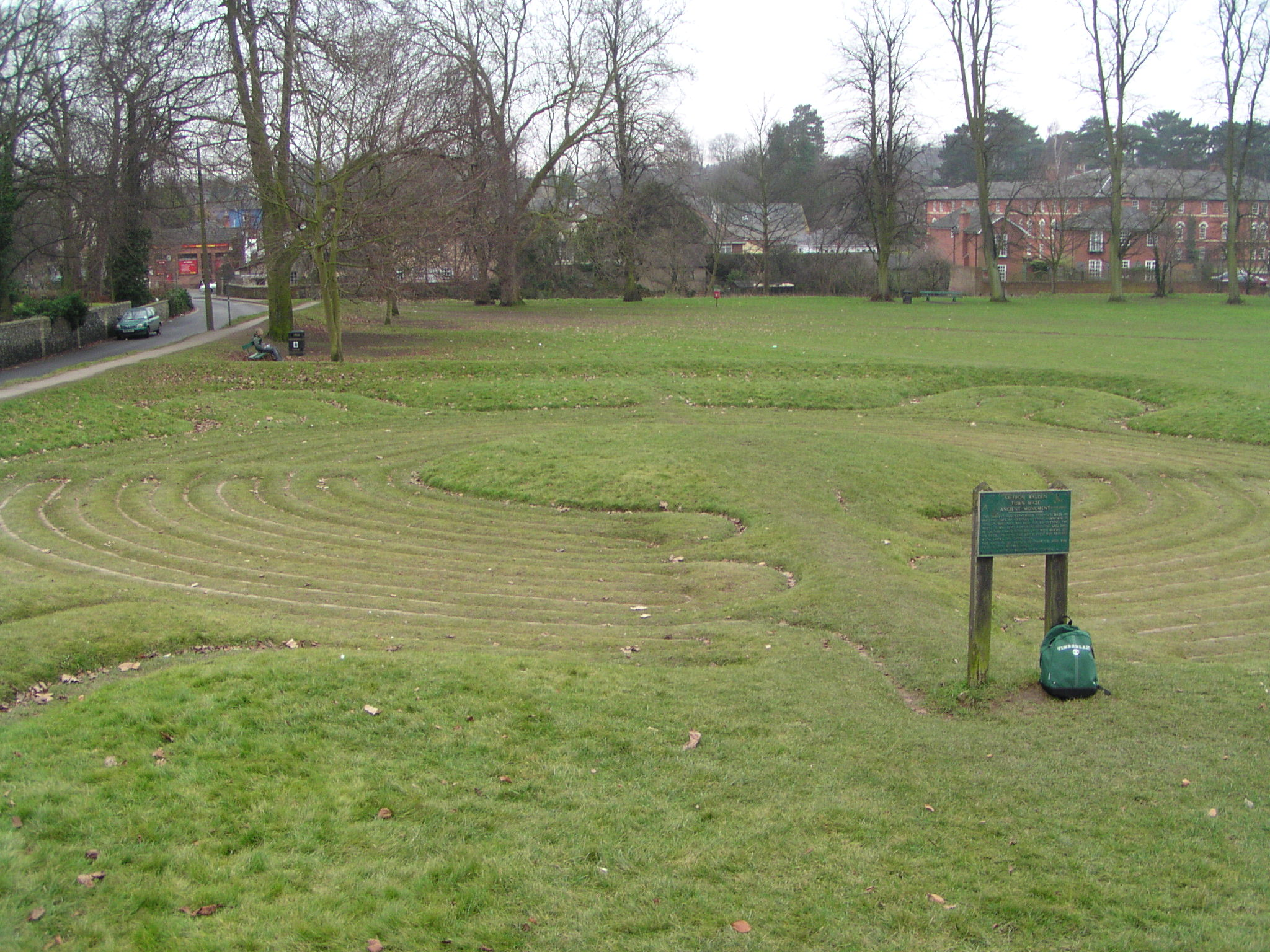
Saffron Walden tiene el mayor laberinto de jardín de su tipo en Inglaterra

El Castillo Walden, del siglo XII, construido o ampliado por Geoffrey de Mandeville, el primer Conde de Essex, está en ruinas. Tras la Edad Media, la fortaleza fue abandonada y sus piedras se emplearon como material de construcción para las casas de la localidad y la tapia que circunda la finca Audley End. Lo único que quedaba en pie a fecha de junio de 2018 era el maltrecho sótano del edificio.
En las proximidades del castillo se encuentra un laberinto de jardín, una serie de surcos de escasa profundidad labrados en la parcela comunal. Cabe destacar que es el laberinto de su tipo de mayores dimensiones en toda Inglaterra; su parte principal tiene un diámetro de 30,48 m. Los registros documentales más antiguos en los que se hace mención a este laberinto datan de 1699, aunque no se descarta que pudiera haber sido construido antes. El recinto ha sido objeto de múltiples restauraciones, la última de ellas en 1979.
El edificio más antiguo de la ciudad que aún permanece habitado es, según se cree, la antigua planta de procesado de malta en el número 1 de Myddleton Place. Este edificio del siglo XV, con patio ajardinado, fue usado por la Youth Hostel Association entre 1947 y 2010. A fecha de 2017, se emplea para la celebración de eventos. Pevsner lo describió como: "sin duda alguna, la mejor casa medieval de Saffron Walden". Otros edificios antiguos con una importante relevancia histórica se encuentran en Bridge Street, Castle Street y las calles anejas a High Street. High Street, a su vez, contiene edificios de la era georgiana tardía y la era victoriana.

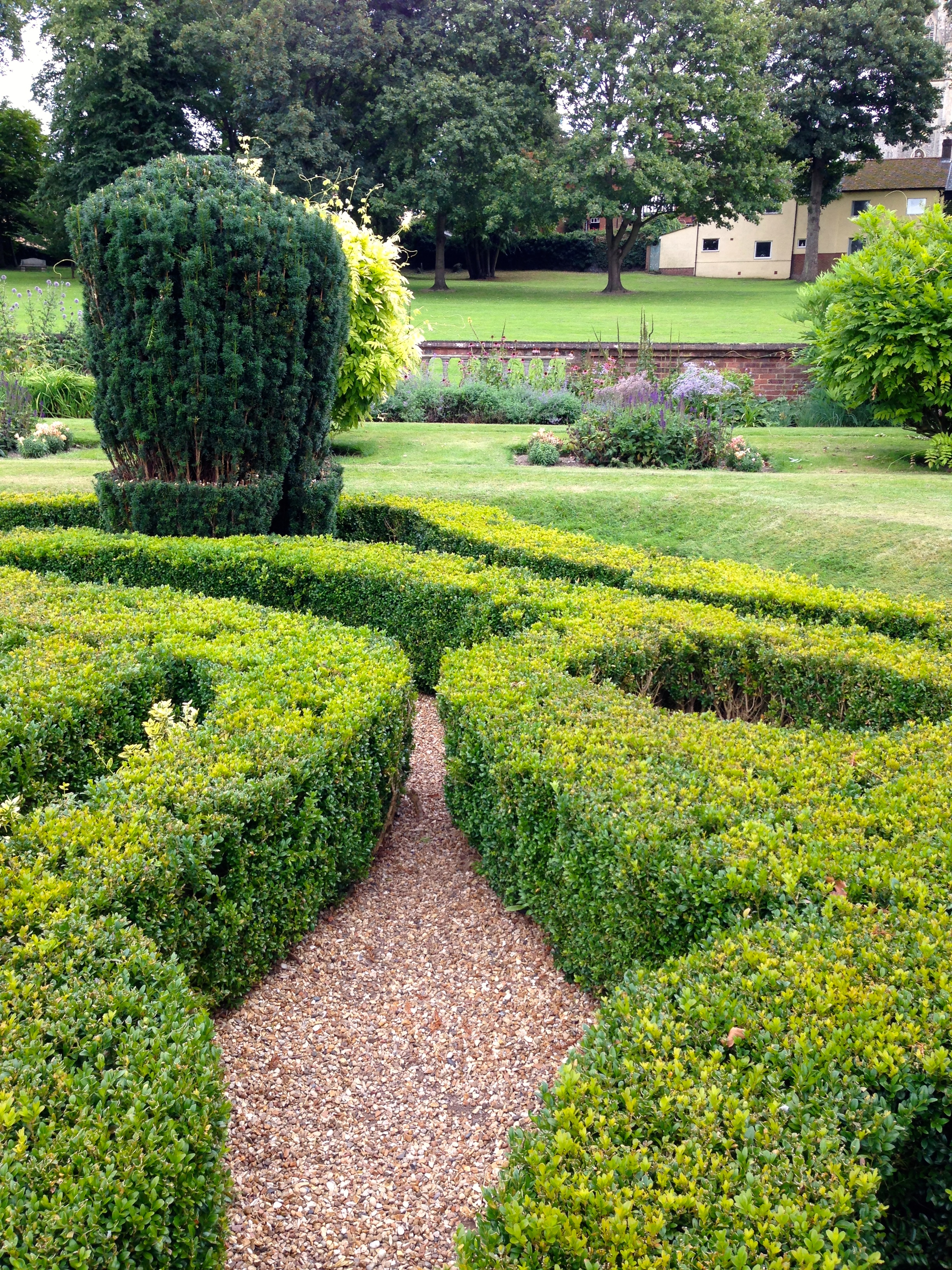
Bridge End Gardens, 7 jardines interconectados del

Otro lugar digno de mención es Bridge End Gardens, siete jardines interconectados – entre los que se cuentan un laberinto, un jardín de rosas y un jardín rodeado por una tapia – levantados por la familia Gibson. Años después de su construcción, estos jardines fueron restaurados con la ayuda de voluntarios y el Heritage Lottery Fund.
Saffron Walden alberga también la iglesia de Santa María la Virgen, cuyas amplias dimensiones (en comparación con otros edificios similares) la convierten en la iglesia parroquial más grande de Essex. Este edificio religioso data del siglo XV, época en la que una iglesia preexistente de menor tamaño fue reconstruida y ampliada por el maestro cantero John Wastell, que por aquel entonces se hallaba construyendo la Capilla del King's College en la ciudad cercana de Cambridge. En 1769, la iglesia resultó dañada por unos rayos: estos desperfectos fueron arreglados en unas reparaciones efectuadas en la década de 1790, durante las cuales se eliminaron muchos elementos medievales de la fachada y la estructura de la iglesia. Posteriormente, en 1832, se decidió reemplazar el antiguo cimborrio con un chapitel. La iglesia mide 56 m de largo, mientras que el chapitel, de 59 metros de alto, es el más alto de Essex.
Asimismo, el municipio cuenta con una iglesia católica, Nuestra Señora de la Compasión, ubicada en Castle Street. El edificio fue construido en 1906 a partir de un establo del siglo XVI, y posteriormente restaurado entre 2004 y 2005. Además, Saffron Walden posee una iglesia baptista y un templo cuáquero. A lo anterior se suma una iglesia de la Iglesia Unida Reformada en Abbey Lane y una iglesia metodista en Castle Street, ocupada a fecha de 2017 por la antigua capilla independiente de Gold Street, bajo el nombre de Iglesia Comunitaria.

## Gobierno
La Administración de la ciudad es responsabilidad del Ayuntamiento de Saffron Walden, que consta de 16 miembros. El partido mayoritario es Residents for Uttlesford (R4U), formado por asociaciones locales de residentes. En 2024 hay solo un miembro de la oposición, perteneciente al Partido Conservador. El alcalde es Deryk Eke, del partido Residents for Uttlesford. Safron Walden se divide en tres distritos, a efectos administrativos y de gobierno: Audley, bautizado en honor a un edificio histórico del municipio; Castle & Little Warden (cuyo nombre se debe al anteriormente mencionado Castillo Walden), que abarca el pequeño pueblo de Little Walden y las zonas rurales al norte del municipio, y Shire (antes llamado Plantation), el distrito que cubre toda la zona sur de la ciudad.
El representante de Saffron Walden en el Parlamento británico, por el distrito electoral del mismo nombre, ha sido Sir Alan Haselhurst desde una elección parcial en 1977. Sir Alan ejerció de Presidente de Medios y Arbitrios y Portavoz Adjunto entre 1997 y 2010. Desde 1922, se ha considerado al distrito electoral de Saffron Walden un escaño garantizado del Partido Conservador en el Parlamento. En 2024 la representante es Kemi Badenoch, del Partido Conservador.

### Demografía
Según la Office for National Statistics, cuando se llevó a cabo el Censo de 2001 del Reino Unido, Saffron Walden tenía 14 313 habitantes. La densidad de población de la localidad en 2001 era de 10 900 habitantes por cada 4 km², con una proporción de 100 mujeres por cada 94,5 hombres. De aquellos mayores de 16 años, un 45% estaba casado, un 27,4% estaba soltero, y un 8,2% estaba divorciado. De las 6013 unidades familiares de la ciudad, un 38,5% eran parejas casadas que vivían juntas, un 31,5% eran unidades familiares compuestas por una sola persona, un 8,4% eran parejas de hecho, y un 7,9% eran familias monoparentales. De aquellos entre los 16 y los 74 años de edad, un 22,3% carecía de cualificación académica, cerca de la media de Uttlesford (22%) y por debajo de la de Inglaterra en general (28,9%).
En el censo de 2001, un 73% de los residentes de Saffron Walden se declaró cristiano, un 0,6% musulmán, un 0,4% budista, un 0,2% judío, y un 0,1% hindú. Un 17,6% de los habitantes no profesaba ninguna religión, un 0,4% profesaba una religión distinta a las anteriores, y un 7,8% no declaró su confesión religiosa.

### Educación
La ciudad dispone de la Saffron Walden County High School, una academia coeducacional (institución británica que proporciona tanto educación secundaria como primaria) de grandes dimensiones. Está situada al este del casco antiguo de la localidad,  y recibió una calificación de sobresaliente en el informe de Ofsted de 2012. Esta escuela reemplazó a la Escuela de Gramática de Saffron Walden, que había sido establecida en 1521 por el Gremio de la Santísima Trinidad y Joan Bradbury, una filántropa local. Además de estas instituciones educativas, Saffron Walden alberga otras escuelas como Friends' School (rebautizada con el nombre de Walden School), una escuela coeducacional independiente fundada en 1702, de filiación cuáquera. Su sede actual, en Mount Pleasant Road, abrió en 1879. Antes de su cierre en 1977, había también una institución de educación superior en el municipio: Saffron Walden College, una facultad universitaria que formaba a mujeres maestras.

## Transporte
La provisión de transporte ferroviario a Saffron Walden corre a cargo de la Estación de Audley End, que está localizada a 3 km de la ciudad, en el pueblo de Wendens Ambo. Una línea de autobús entre este pueblo y el centro de la ciudad permite a los habitantes de Saffron Walden desplazarse hasta la estación de tren. Dicha estación forma parte del ferrocarril entre Cambridge y Londres, y por ella pasan trenes con regularidad.
También se puede llegar a la localidad por la intersección 8 de la autopista M11, si se viaja desde Londres (la intersección se encuentra a 24 km de Saffron Walden), o por la intersección 10, en caso de viajar desde Cambridge (esta segunda intersección dista 13 km del municipio). Cerca de la ciudad hay 2 aeropuertos: el Aeropuerto de Londres-Stansted, a 24 km de distancia, y el Aeropuerto de Londres-Luton, a 69 km. Asimismo, una pista de aterrizaje sin asfaltar de uso privado, el Aeródromo de Audley End, se halla aproximadamente a 2 km de distancia de Saffron Walden.
En cuanto a otros medios de transporte público interurbano, además del tren, una línea regular de autobús enlaza Saffron Walden con Cambridge, Bishop's Stortford, Haverhill y el Aeropuerto de Londres-Stanstead. 

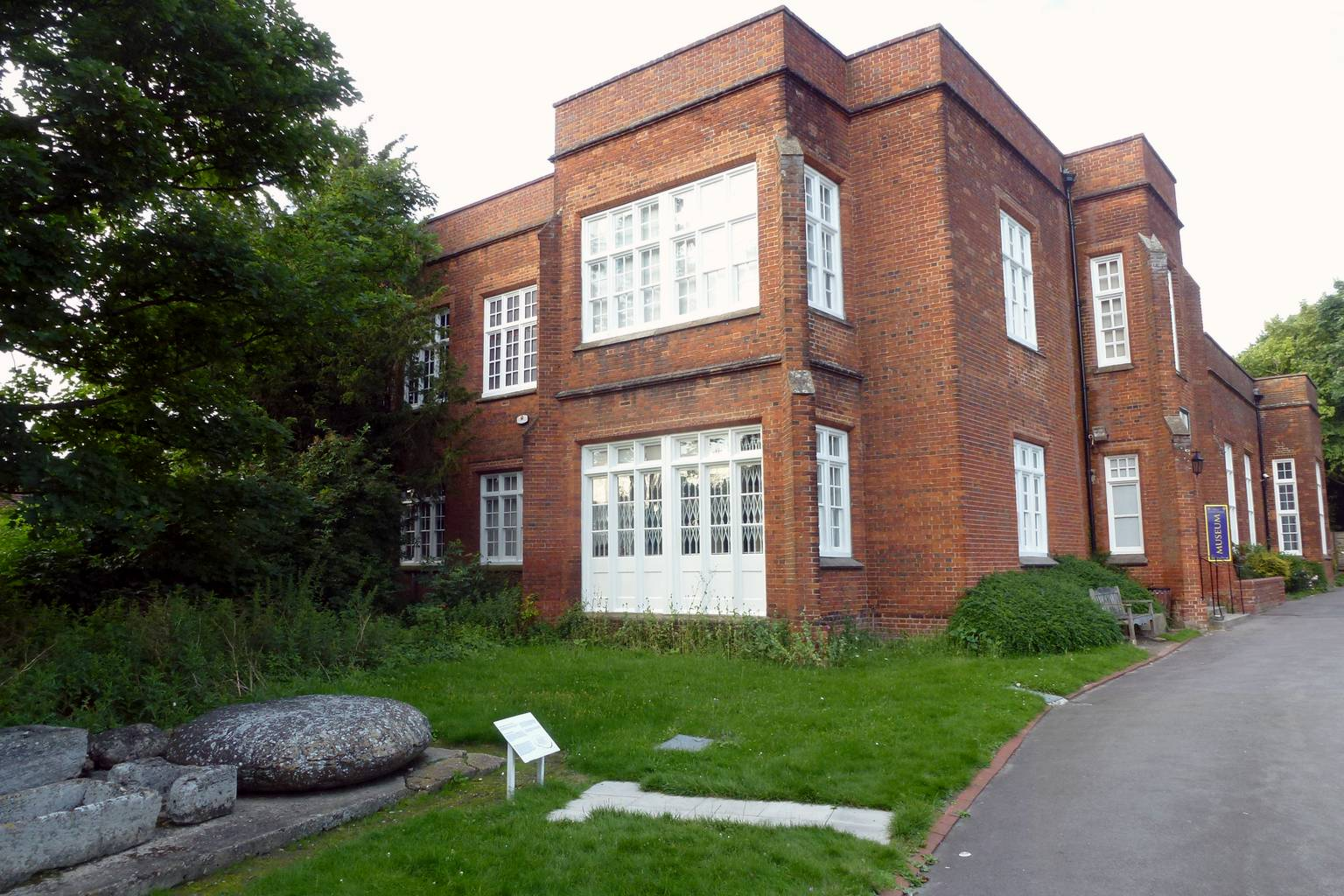
El museo de Saffron Walden, con un bloque errático de transporte glaciar y unos ataúdes de piedra expuestos en el exterior

## Cultura
Audley End House – una casa señorial ubicada en Saffron Walden, que en su día fue una de las mansiones más grandes de Inglaterra – se encuentra ahora a cargo de English Heritage y abierta al público. Durante los meses de verano, se han celebrado conciertos y una Última Noche al estilo de los Proms de la BBC. Asimismo, hay un ferrocarril en miniatura adyacente a la mansión, Audley End Miniature Railway – construido por Lord Braybrooke –, cuya vía mide 16,35mm de ancho y circula por los bosques próximos al edificio. El circuito es de 2,4 km de largo y abrió en 1964.
El Museo de Saffron Walden, fundado en 1835 por la Sociedad de Historia Natural de Saffron Walden, está cerca del Castillo Walden. El museo recibió donaciones de muchas familias locales que ejercían la filantropía, como los Gibson, los Fry y los Tuke. En 2017, el museo aún sigue siendo propiedad de la sociedad que lo fundó, ahora llamada Sociedad del Museo de Saffron Walden. Uno de los artefactos expuestos más significativos es un león disecado, apodado Wallace (1812 – 1838), del cual se dice que inspiró el poema cómico The Lion and Albert, de Marriott Edgar.
Una galería artística local, Fry Art Gallery, expone obras de artistas relacionados con Saffron Walden y el noroeste de Essex, principalmente de la ya extinta comunidad artística Great Bardfield Artists, de mediados del siglo XX. La colección incluye también obras de Edward Bawden, quien residió en Saffron Walden durante las décadas de 1970 y 1980, así como de Eric Ravilious.
Saffron Hall, el conservatorio local, que depende de la Saffron Walden County High School, abrió en 2013. Este establecimiento, con asientos para 730 personas, fue edificado gracias a una donación de 10 millones de libras esterlinas, realizada por un melómano anónimo. En 2014, la antigua directora musical del centro artístico londinense Barbican Centre, Angela Dixon, fue nombrada directora del Saffron Hall.

### Deporte
Los Campos de Juego Angloamericanos, cerca de Bridge End Gardens en Caton Lane, son la sede del equipo de crícket municipal, y fueron donados a la ciudad por las Fuerzas Armadas de Estados Unidos tras la Segunda Guerra Mundial. Anteriormente, el equipo de crícket local jugaba en la parcela comunal de la ciudad, y existen registros que atestiguan la celebración de partidos de crícket de 1757 en adelante. Un monumento conmemorativo, erigido en las proximidades de los Campos de Juego, homenajea a los aviadores estadounidenses y los habitantes de Saffron Walden que perecieron durante la guerra.
La ciudad tiene un equipo de fútbol que no juega en liga, Saffron Walden Town F.C., el cual a veces disputa partidos en Caton Lane. También hay un club de rugby y un equipo de triatlón y carreras de larga distancia. Lord Butler Leisure Centre, un centro deportivo en Peaslands Road, dispone de piscina, gimnasio y clínica deportiva. El Tour de Francia pasó por Saffron Walden en 2014. La pista de monopatín municipal es una instalación construida con capital estadounidense, que abrió en 2007.

### Música
Saffron Walden da nombre a una melodía asociada a menudo con el himno Just as I am, que fue compuesto por Arthur Henry Brown (1830–1926), oriundo de Essex. Dicho autor compuso numerosos himnos, los cuales solía titular con los nombres de sus lugares preferidos.